# حروف متجانسة

أماكن التعبير (الإيجابي والسلبي)

الحروف المتجانسة هي الحروف التي تشترك في المخرج وتختلف في الصفة.

## ما يدغم من الحروف المتجانسة
ما أدغمه حفص من الحروف المتجانسة 7 هي:
1- الباء في الميم وهو موضع واحد: 《يا بني اركب معنا》[هود:42].
2- التاء في الدال وهو في موضعين، قوله تعالى: 《أثقلت دعوا》[الأعراف:189]، و《أجيبت دعوتكما》[يونس:89].
3- الدال في التاء حيث وقع نحو قوله تعالى: 《قد تبين》[البقرة:256]، 《عهدتم》[التوبة:7]، 《كدت》[الصافات:56].
4- التاء في الطاء حيث وقع نحو قوله تعالى: 《إذ همت طائفتان》[آل عمران:122]، 《فئامنت طائفة》[الصف:14].
5- الطاء في التاء حيث وقع نحو قوله تعالى: 《بسطت》[المائدة:28]، 《أحطت》[النمل:22]، 《فرطت》[الزمر:56].
والإدغام هنا ناقص لقوة الطاء وإطباقها ولضعف التاء واستفالها.
6- الذال في الظاء وهو في موضعين: 《إذ ظلموا أنفسهم》[النساء:64]، 《إذ ظلمتم》[الزخرف:39].
7- الثاء في الذال، وهو موضع واحد: 《يلهث ذلك》 [الاعراف:176].